# 少年 (ゆずの曲)
「少年」（しょうねん）は、ゆずの楽曲で、2枚目のシングルである。1998年9月18日に発売した。発売元はセーニャ・アンド・カンパニーである。

## 解説
1枚目のフルアルバム『ゆず一家』からのシングルカットで、エースコック「スーパーカップ 1.5シリーズ」CMソングに起用。2017年3月には伊藤園のCMソングにも起用されている。
今作で初めてオリコンシングルチャートのトップ10入りを果たす。今作から現在までのシングルまで全てトップ10入りを果たしている。
ミュージック・ビデオが制作されており、ゆずの2人が警察官と泥棒などの様々なキャラクターに扮している。初回盤には、それらのキャラクターのトレーディングカード「ゆずのおまけカード」（全13種類）が封入された。

## 収録曲
| 全編曲: 寺岡呼人&ゆず。 |                                    |           |           |      |
| #                       | タイトル                           | 作詞      | 作曲      | 時間 |
| 1.                      | 「少年」                           | 北川悠仁  | 北川悠仁  | 2:39 |
| 2.                      | 「今」                             | 岩沢厚治  | 岩沢厚治  | 4:41 |
| 3.                      | 「四時五分（素っぴんバージョン）」 | 北川悠仁  | 北川悠仁  | 2:19 |
| 合計時間:               | 合計時間:                          | 合計時間: | 合計時間: | 9:39 |

## 楽曲解説
1. 少年
  - アルバム収録のものとはアレンジが異なっており、ブラスが目立つアレンジになっている。また、間奏のセリフ部分が、元はお笑いトリオのネプチューンが参加していたのに対し、北川悠仁がバラエティ番組『ねるとん紅鯨団』（フジテレビ系）のコーナーのひとつ「貴さんチェック」のきまりセリフを発するものに変更されている。詳細は『ゆず一家#解説』参照。
  - 仮タイトルは「ショック少年」。
2. 今
  - このシングルの中で唯一のオリジナル曲。
3. 四時五分（素っぴんバージョン）
  - 「少年」同様に、『ゆず一家』からのシングルカット。アルバムのオリジナルバージョンとはアコースティックギターの弾き語りだったり、歌中のバックで語られるセリフ部分が異なる。

## 演奏
少年
- 北川悠仁：Vocal, Acoustic Guitar
- 岩沢厚治：Vocal, Acoustic Guitar, Harp
- 寺岡呼人:Computer Programming
- キタダマキ：Bass
- 小島徹也：Drums
- 高野勲：Keyboards

## 収録作品
- 少年（シングルバージョン）
  - Home 1997-2000
  - YUZU 20th Anniversary ALL TIME BEST ALBUM ゆずイロハ 1997-2017
- 少年（オリジナルバージョン）
  - ゆず一家
- 少年（Live Version #1）
  - 二人参客 2015.8.15〜緑の日〜
- 少年（Live Version #2）
  - 二人参客 2015.8.16〜黄色の日〜
- 今
  - アルバム未収録
- 四時五分（素っぴんバージョン）
  - アルバム未収録
- 四時五分（オリジナルバージョン）
  - ゆず一家
- 四時五分（Live Version #1）
  - 歌時記 〜サクラサク篇〜